# Reimund Helms

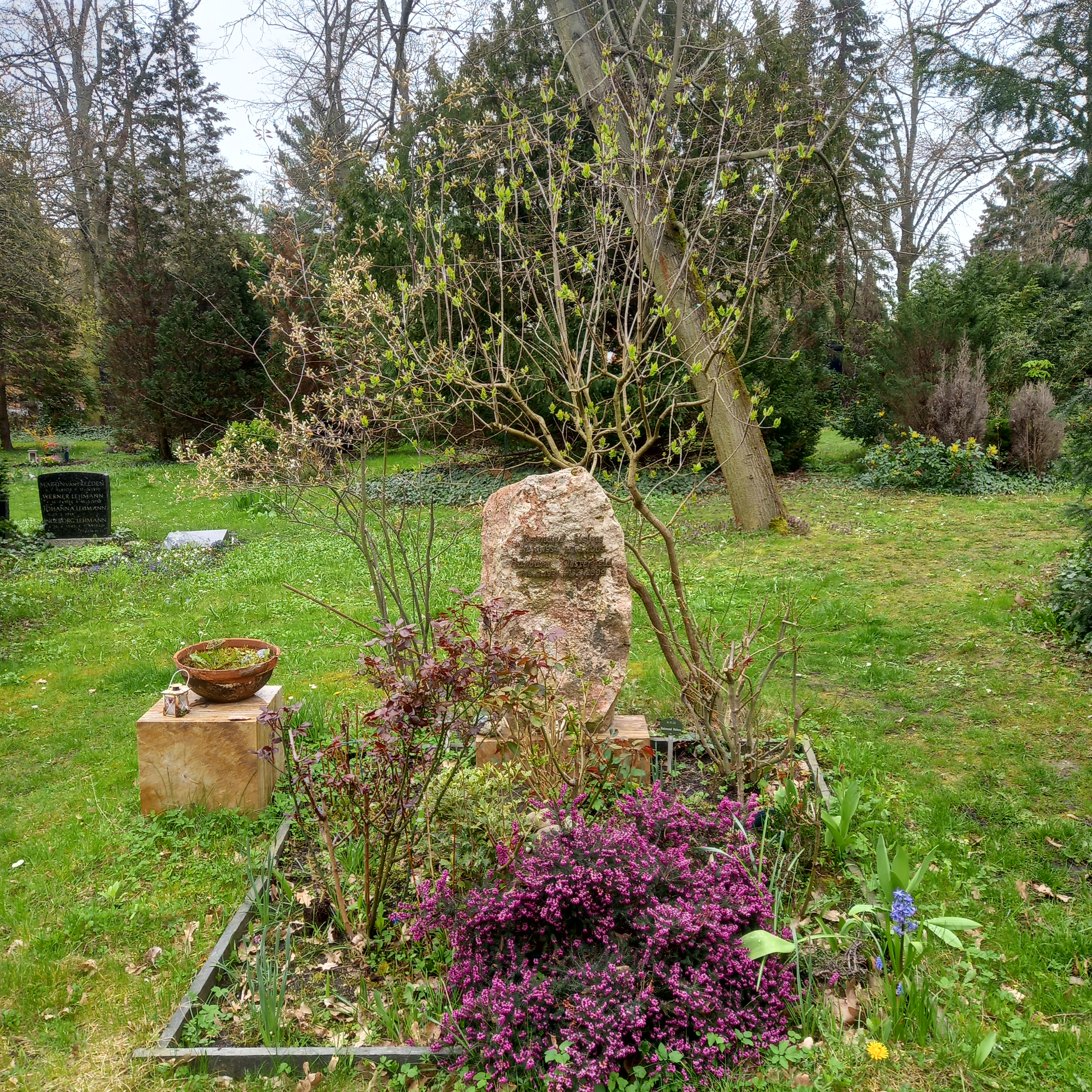
Das Grab von Reimund Helms und seiner Ehefrau Barbara Oesterheld auf dem Dreifaltigkeitskirchhof II in Berlin

Reimund Helms (* 23. Januar 1954 in Sülze; † 21. Februar 2005 in Berlin) war ein deutscher Politiker (Alternative Liste für Demokratie und Umweltschutz (AL), später in Bündnis 90/Die Grünen aufgegangen) im Abgeordnetenhaus von Berlin.

## Leben
Reimund Helms wuchs im niedersächsischen Sülze auf und kam in den 1970er Jahren nach Berlin. Er studierte einige Semester Betriebswirtschaftslehre. Zeitweise war er Mitglied im Kommunistischen Bund, einer K-Gruppe.
Reimund Helms gehörte 1978 zu den Gründern der Berliner Alternativen Liste und wurde für die Partei in die Bezirksverordnetenversammlung von Kreuzberg gewählt, dann ins Abgeordnetenhaus, dem er von 1985 bis 1987 und erneut von 1990 bis 1995 angehörte. Zeitweise war Helms der Fraktionsvorsitzender der Alternativen Liste im Berliner Abgeordnetenhaus. Er verfügte über eine Datsche in Himmelpfort in der Uckermark, in die er sich teilweise zurückzog. Auch dort war er zeitweise Gemeinderat.
Er war einer der Initiatoren der Städtepartnerschaft des Bezirks Kreuzberg mit San Rafael del Sur in Nicaragua.